# Klakkur (berg i Island, Västlandet, lat 64,97, long -23,17)
Klakkur är ett berg i republiken Island. Det ligger i regionen Västlandet, 110 km nordväst om huvudstaden Reykjavík. Toppen på Klakkur är 380 meter över havet.
Närmaste större samhälle är Grundarfjörður, nära Klakkur. Trakten runt Klakkur består i huvudsak av gräsmarker.